# 卡塔里娜·波利尼
卡塔里娜·波利尼（義大利語：Catarina Pollini，1966年3月16日—），意大利篮球运动员。她曾代表意大利国家队参加1992年和1996年夏季奥林匹克运动会篮球比赛，均获得第八名。